# Közjegyző

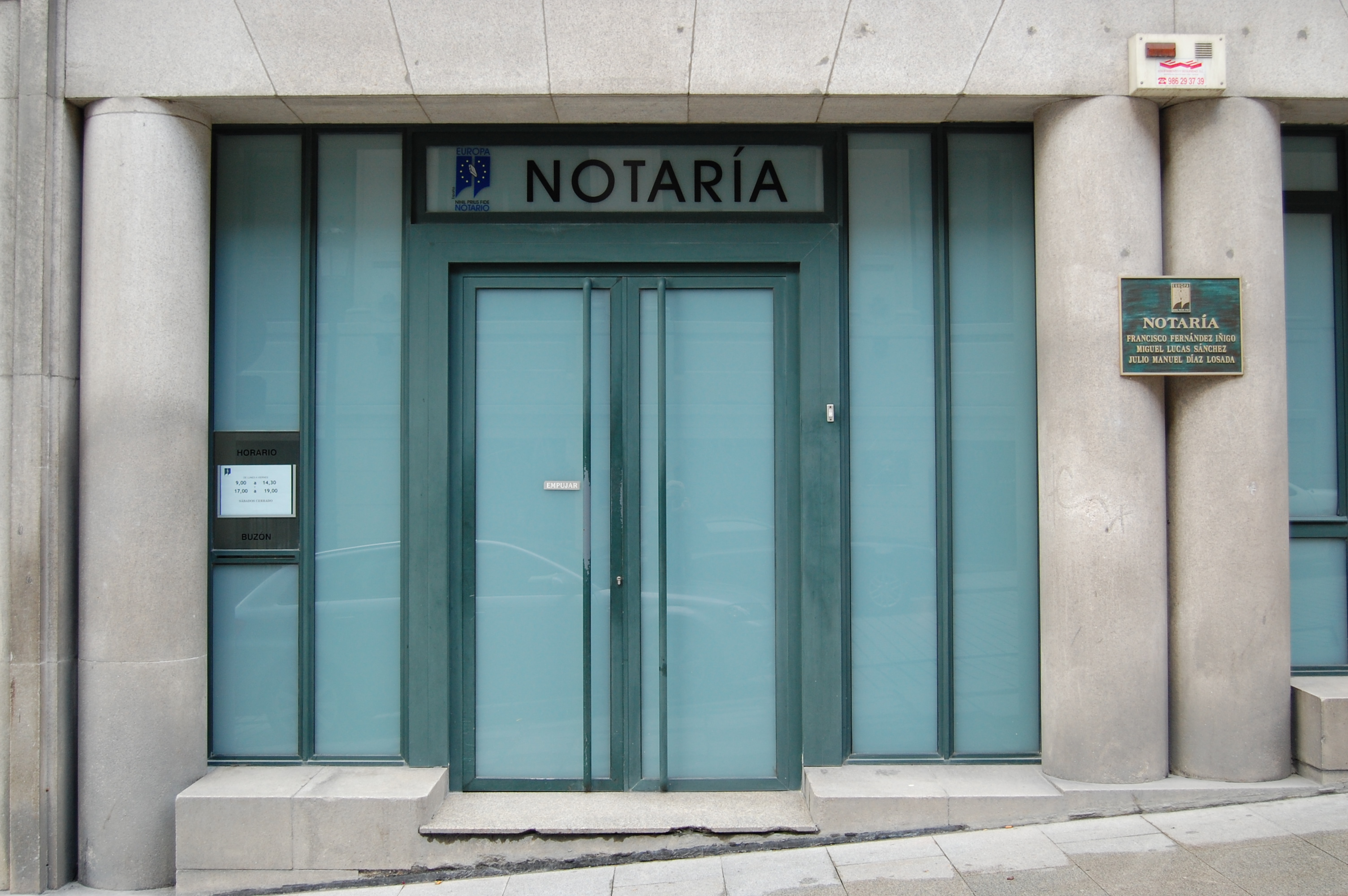
Közjegyzői iroda bejárata, Vigo, Spanyolország

A közjegyző olyan hivatalos személy, akit a törvény közhitelességgel ruház fel, hogy a jogviták megelőzése érdekében a feleknek pártatlan jogi szolgáltatást nyújtson. A közjegyző hatáskörébe tartozik többek között közjegyzői okiratok szerkesztése, tanúsítványok kiállítása, hagyatéki eljárások lefolytatása, letétek kezelése. Nem tévesztendő össze a jegyzővel.

## Közjegyzők Magyarországon
Jogállásukat, feladat- és hatáskörüket ma Magyarországon a közjegyzőkről szóló 1991. évi XLI. törvény szabályozza, végrehajtásáról a 13/1991. (XI. 26.) IM rendelet gondoskodik. A közjegyző nem utasítható, csak a törvénynek van alárendelve. 
A FEOR-08-ban a közjegyző 2614 alá van besorolva.

### Az intézmény története
A közjegyzők szerepét a feudális Magyarországon a hiteleshelyek töltötték be. A közjegyzői intézmény a 19. század második felétől létezik hazánkban. Az első pesti közjegyző Szekrényessy József volt.

Magyarországon a közjegyzői jogintézményt az 1874. XXXV. t.-c. vezette be, amelynek több tekintetben lényeges módosítását az 1886. VII. t.-cikk tartalmazza. A közjegyző jogcselekmények felvételére s hitelesítésére államilag megbizott hiteles személy volt.
A közjegyző hatásköre kiterjedt:
- okiratok és végrendelkezések felvételére;
- tanusítványok kiállítására,
- okiratok és értékneműek őrizetére;
- hagyatéki ügyek körüli eljárásra;
- bírói és gyámhatósági megbizatások teljesítésére.

Jogszabály előírhatta, hogy bizonyos esetekben a jogügylet érvényességéhez közjegyzői okirat szükséges; bizonyos más esetekben okirat által való bizonyítás csak közjegyzői okirattal történhetett. Ide tartoztak főleg a házastársak és a jegyesek között létrejött szerződések; házastársak vagy jegyesek által egymás részére kiállított okiratok, amennyiben azokat mint bizonyító okiratokat harmadik személyekkel szemben használták fel; vakok, siketnémák, siketek és némák által kiállított okiratok. Ezek a megszorító intézkedések váltókra  nem terjedtek ki, de a vakok által kiállított váltónyilatkozatok váltójogi hatályához az aláírásnak közjegyzői hitelesítése szükséges.
A közjegyzők felett gyakorlandó felügyeletre szolgáltak a közjegyzői kamarák, amelyeknek számát és székhelyeit az igazságügyminiszter határozta meg. A közjegyző fegyelmi birósága a helybeli királyi törvényszék elnökének elnöklete alatt a törvényszék két birájából és a közjegyzői kamara két tagjából áll. 
A közjegyzővel kapcsolatos összeférhetetlenségi szabály értelmében a közjegyző  nem lehetett egyszersmind országgyülési képviselő, gyakorló ügyvéd, nyilvános tanár; nem viselhetett más közhivatalt vagy szolgálatot és nem űzhetett semmi más olyan foglalkozást, amely az állásával  nem fér össze. A közjegyző biztosítékot (kaució)  tartozott letenni. A közjegyzői állás megszűnésének a halál esetén kivül rendes módja a lemondás volt. Egyéb eseteket a törvény határoz meg, amely egyúttal a közjegyzőnek (függetlensége érdekében)  elmozdíthatalanságot biztosított.

## A kinevezés előfeltételei

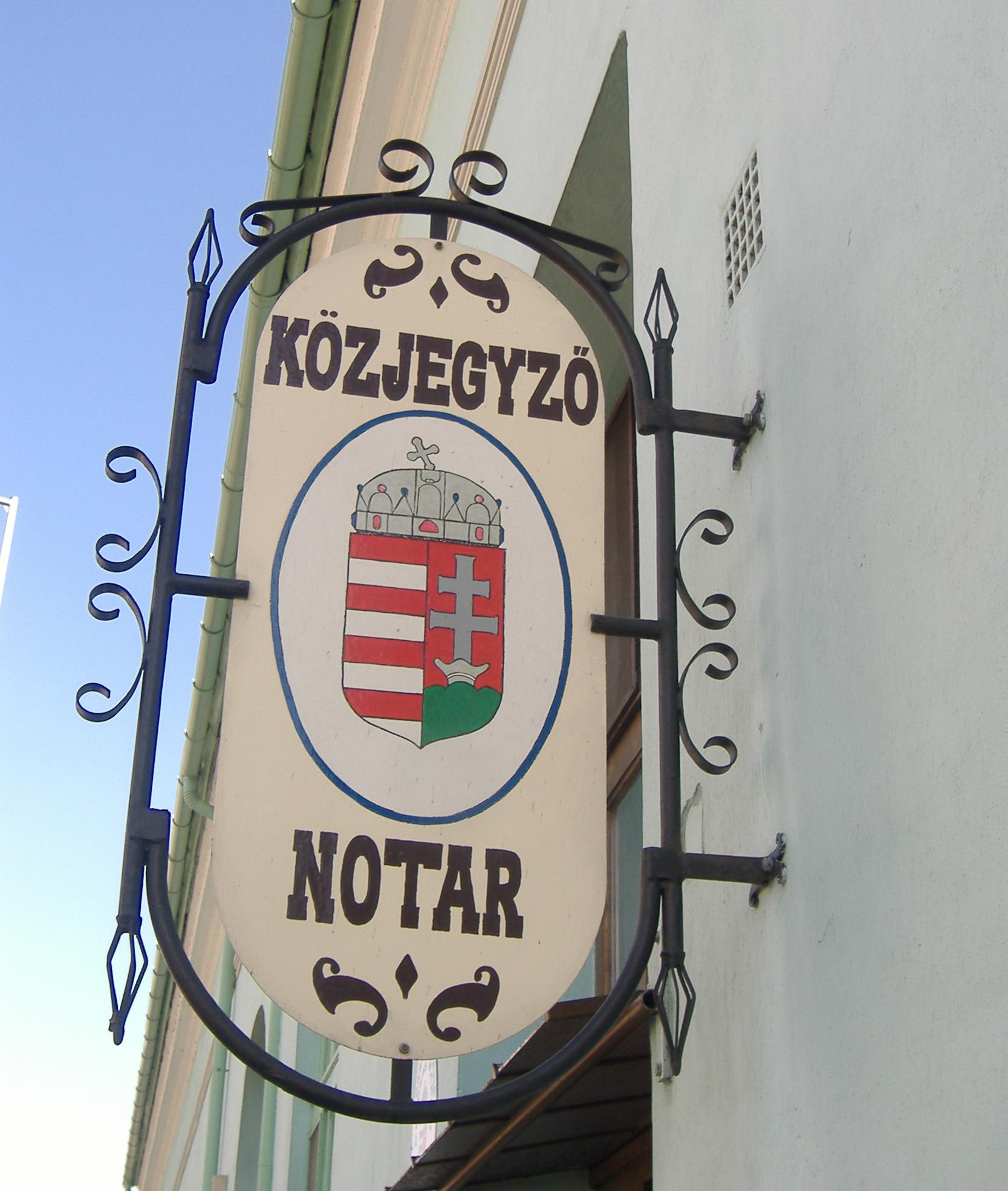
Közjegyzői iroda táblája Makón

- A közjegyzőket – területi elv figyelembe vételével – az igazságügyi miniszter nevezi ki a megfelelő személyek közül, határozatlan időre. Végső soron a közjegyzők számát is az igazságügyminiszter határozza meg.

A törvény szerint Magyarországon közjegyzővé az nevezhető ki, aki
- magyar állampolgár,
- büntetlen előéletű,
- állam- és jogtudományi egyetemi végzettséggel rendelkezik,
- a jogi szakvizsgát letette,
- legalább 3 évi közjegyzőhelyettesi, bírói, ügyészi, ügyvédi, jogtanácsosi vagy közjegyzői gyakorlatot igazol.

## A közjegyző feladatai
- közjegyzői okiratok készítése: a közjegyző egyik fő feladata bármely szerződés (pl. kölcsön, öröklési, tartási, házassági, ajándékozási, adásvételi, társasági szerződés stb.) és jognyilatkozat (pl. végrendelet, befogadó- és tartozáselismerő nyilatkozat, meghatalmazás) közjegyzői okiratba foglalása. A közjegyző az okiratok eredeti példányát megőrzi, arról hiteles kiadványt és másolatot ad ki. A közjegyzői okirat nem selejtezhető, nem veszhet el. Az őrzés folyamatosságát a közjegyző személyétől függetlenül a közjegyzői irattárak is biztosítják. A közjegyzői okiratnak különleges bizonyító ereje van, arra nézve, hogy a nyilatkozatot az okiratban szereplő személy megtette, mégpedig akkor, ott és olyan módon, ahogyan az a közokiratban szerepel. A közjegyzői okirat alapján közvetlen bírósági végrehajtásnak van helye, azaz megelőző bírósági eljárás nélkül bírósági végrehajtás kérhető.
- magánokiratokon az aláíró személyének tanúsítása;
- hiteles másolatok készítése: a hitelesítés alkalmával a közjegyző aláírást és másolatot hitelesít, vagy más jelentős tényt különös bizonyító erővel tanúsít. A hitelesítések körébe tartozik továbbá a közhitelű nyilvántartások például: cég-, ingatlan-, zálogjogi nyilvántartás adatairól kiállított igazolás.
- letétek megőrzése;
- hagyatéki eljárás: a hagyatéki eljárás a meghalt személy vagyonában történő jogutódlást állapítja meg, és igazolja. Az eljárás célja, hogy az örökléssel kapcsolatos valamennyi kérdés jogvita nélkül rendeződjék, és ehhez az érdekeltek a kellő jogi tájékoztatást megkapják. A hagyatéki ügyek lefolytatására az elhunyt utolsó lakóhelye szerinti, a halál időpontja által behatárolt közjegyző jogosult. A hagyatéki eljárásban megállapításra kerül az örökhagyó ingatlan és ingó vagyona, a vagyont terhelő tartozások mértéke, továbbá az, hogy a vagyont mely örökösök, milyen arányban és milyen jogcímen öröklik meg. Mindezekről a közjegyző hagyatéki végzést bocsát ki. Hagyatéki vagyon hiányában, ha az örökösöknek kizárólag az örökösi minőségük igazolására van szükségük, a közjegyző öröklési bizonyítványt ad ki.
- fizetési meghagyásos eljárás, amely 2010. június 1-jétől, a fizetési meghagyásos eljárásról szóló 2009. évi L. törvény értelmében, a bíróságoktól a közjegyzők hatáskörébe került.
- egyéb nemperes eljárások lefolytatása;
- jogszolgáltató hatósági tevékenység.

## A közjegyző működésének felügyelete
A közjegyző tevékenységét az igazságügyi szervek és a közjegyzői kamarák ellenőrzik.
A közjegyzők önkormányzati szervei:
a területi közjegyzői kamara, a területi kamara elnöksége, a Magyar Országos Közjegyzői Kamara.
Az önkormányzati szervek jogi személyek, jogosultak az állami címer használatára.
A közjegyző a kinevezésével a területi kamara tagjává válik. A közjegyzőjelölt és a közjegyzőhelyettes a kamarai névjegyzékbe történő bejegyzésével válik a területi kamara tagjává. A közjegyzői önkormányzat képviseli, és védi a közjegyzői kar érdekét és tekintélyét, közreműködik a közjegyzőkre vonatkozó jogszabályok előkészítésében.
A területi közjegyzői kamara köztestület, amelyet az ugyanazon területi kamara illetékességi területére kinevezett közjegyzők, illetve a kamarai névjegyzékbe bejegyzett közjegyzőhelyettesek és -jelöltek alkotnak.
Magyarország területén öt területi kamara működik.

## A közjegyzői iroda
A közjegyző 2018. december 31-e előtt Magyarországon egyénileg vagy közjegyzői iroda keretében folytathatta tevékenységét. A 2018. december 31. napját követően kinevezett közjegyző kizárólag közjegyzői iroda keretében folytathatja tevékenységét.
A közjegyzői iroda a közjegyzői tevékenység végzésének elősegítésére határozatlan időre alapított, jogi személyiséggel rendelkező szervezet. Alapítására, nyilvántartására, működésére, ellenőrzésére, a megszűnésére és tagjainak felelősségére, továbbá e törvény szerinti átalakulására, egyesülésére és szétválására – az 1991. évi XLI. törvényben foglalt eltérésekkel – a polgári törvénykönyvnek a korlátolt felelősségű társaságra vonatkozó szabályait kell alkalmazni.

## A közjegyzői díj
A közjegyzői díj az az összeg, amit a közjegyzőnek kell kifizetni az általa nyújtott szolgáltatásért. Mértékét a 14/1991.(!) (XI. 26.) IM rendelet állapítja meg.

## Közjegyzői okirat
Olyan okirat, amely közjegyző által aláírtan tanúsítja az okiratba foglalt nyilatkozat megtételét, annak helyét, idejét és módját, illetve, hogy az okirattal tanúsított adatok és tények a valóságnak megfelelnek.

## Közjegyzők más országokban
A közjegyzők országonként más és más feladatokat látnak el. Az angolszász jogrend országaiban a közjegyzők nem feltétlenül jogászok, míg a kontinentális jogrend országaiban kötelező a jogi végzettség. A világ országainak többségében a kontinentális jogrend szerinti közjegyzőség működik.
Az eltérés oka a bizonyítási rendszerek közötti különbségben gyökeredzik. A kontinentális jogrendben széles körben elterjedt a közokirat, amely bizonyítási előnyhöz juttatja az azt felhasználó személyt. Közokiratot csak állami hatóság, bíróság vagy közjegyző mint hatóság állíthat ki.
A közjegyzők Ausztriában képviseletet is vállalhatnak, Franciaországban az ingatlanközvetítésben van monopóliumuk.
Közép-Európában a közjegyzőség német eredetű, és a volt Osztrák–Magyar Monarchia utódállamaiban többnyire azonos (okiratszerkesztő, tanúsító, egyes nemperes eljárásokban eljáró) hatáskörökben jár el.
Az EU-s polgárok határon átnyúló hagyatéki ügyeiben a saját országuk közjegyzője csak a kinti ingóságokról rendelkezhet, az ingatlan tulajdonjogának megállapítása marad az annak fekvési helye szerint illetékes bíróságnál, az szignálja ki a helyi közjegyzőnek.
Az angol–amerikai jog közjegyzője csak aláírásokat hitelesít. Jelentősége – minthogy a közokirat sem általánosan elismert –, meg sem közelíti a kontinentális közjegyző szerepét.

## A közjegyző intézményének kialakulása
Már az ókorban megjelent az igény arra, hogy mások szerződéseit harmadik, pártatlan személy is megerősítse, illetve a felek között pártatlanul eljárva tényeket vagy ezek hiányát hitelesen megállapítsa.
A közjegyzői foglalkozás kialakulása, a történelem tanúsága szerint, a több ezer éves írnoki mesterségből, az írástudó, feljegyző foglalkozásból származtatható. Ilyen írnokszobor-ábrázolások már Mezopotámiában is készültek.
Érdekes, hogy a jogilag képzett (civil law alapján működő) és a „laikus” (common law alapján működő) közjegyző is ugyanazt a római „őst” vallja magáénak, a notariust. De a jogi végzettségű közjegyző ma alig hasonlít római elődjére. Azok ugyanis egyszerű gyorsírók voltak, akik nagyurakat szolgáltak, és kinevezésüket a helyi kormányzat bíróságának és hivatalainak a jegyzőjétől kapták. A rómaiaknál volt ugyanis egy magántisztviselői foglalkozás is, a tabellio. A tabellionesnek a fórumokon vagy a piactereken volt „irodája” és a polgárok tőle kértek tanácsot és jogi segítséget. Ő készített jogi okiratokat. Később a magánjogászok kapták meg a tabellio (v. ö. magyar tábla-) címet, és ők alkalmazták a notariusokat mint írnokokat/jegyzőket.
A középkorban a nótárius hivatala kibővült, ő lett a bírósági hivatalvezető, és ő hitelesítette a bírósági iratokat. A reneszánsz korra bíróságtól független határozatokat saját maguk is hitelesíthettek.
Az Amerikai Egyesült Államokban az alkotmány az államokra bízza a közjegyzői rendszert. A legtöbb helyen a közjegyzők az ingatlanok adásvételével és nyilvántartásával voltak és vannak elfoglalva. Feladatuk azonosítani a szerződő feleket, tanúsítani az aláírás aktusát, a felektől megtudni, hogy a szerződés valóban az ő szándékaik szerint készült-e. Ők vették át az ingatlanra vonatkozó egyéb okmányokat, megterhelésről, jelzálogról stb., és végül ők bélyegezték le, hitelesítették az iratokat.
Ezeket a feladatokat később az állami nyilvántartással foglalkozó közhivatalok átvették (nálunk például a Földhivatalok), az ügyvédek pedig a birtokba adás és az okiratkészítés feladatait. Ennek ellenére fontos maradt a közjegyzői funkció, mert a szakképzés nem jellemformálás, és az egyéb jogi foglalkozások óhatatlanul összekapcsolódnak bűnözőkkel, hol az üldözés, hol a pártfogás oldalán.
Az angol meghatározás szerint a közjegyző (l. „rendes ember”) „a citizen of high moral character and integrity and an impartial witness appointed to perform notarial acts of a non-legal or ministerial nature.”